# 모가미군

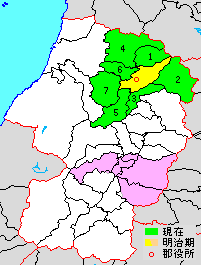
야마가타현 모가미군의 범위 (1.가네야마 정
2.모가미정
3.후나가타정
4.마무로가와정
5.오쿠라촌
6.사케가와촌
7.도자와촌)
(노란색은 메이지 시대의 영역과 초록색은 현재 영역)

모가미군(일본어: 最上郡, もがみぐん)은 일본 야마가타현의 군이다.
인구 32,167명, 면적 1,580.38km², 인구밀도 20.4명/km².(2025년 3월 1일, 추계인구)
이하 4정 3촌으로 구성된다.
- 가네야마정(金山町)
- 후나가타정(舟形町)
- 마무로가와정(真室川町)
- 모가미정(最上町)
- 오쿠라촌(大蔵村)
- 사케가와촌(鮭川村)
- 도자와촌(戸沢村)